# تبديل الدارات
تبديل الدارات أو ابتدال بالدارات (بالإنجليزية: Circuit switching)‏ هي طريقة لإنشاء قناة اتصال عبر الشبكة حيث تقوم عقدتان بتأسيس دارة اتصال مُخصصة قبل البدء بتبادل البيانات. تضمن الدارة استخدام كامل عرض نطاق القناة والبقاء في حالة الاتصال طوال الجلسة. عمليّاً، يمكن تشبيه الدارة بوصلة فيزيائية تربط بين العقدتين بشكلٍ مباشر.
من الأمثلة عن الشبكات التي تستخدم تقنية تبديل الدارات هناك الشبكات الهاتفية التشابهيّة، فعند إجراء المُكالمة الهاتفية بين نقطتين، تقوم المُمقاسم الهاتفيّة بإنشاء دارة كهربائية مُتصلة ومغلقة بين الطرفين، وتحافظ عليها طوال زمن المكالمة.

## وصلات خارجية
- Circuit switching
- العربي الحر - الإنترنت الموسع